# Syd Hartley
Sydney "Syd" Hartley (22 tháng 1 năm 1914 – tháng 5 năm 1987) là một cầu thủ bóng đá người Anh. Anh gia nhập Huddersfield Town năm 1932 trước khi chuyển đến Grimsby Town mùa giải tiếp theo. Ông tiếp tục thi đấu cho Tunbridge Wells Rangers, Burnley và Clapton Orient trước khi trở lại Tunbridge Wells Rangers năm 1936. Sau đó ông thi đấu cho Gillingham và Bristol Rovers từ năm 1936 đến năm 1939.